# Sonderschullehrer
Als Sonderschullehrer oder Förderschullehrer wird eine Lehrkraft bezeichnet, die an einer staatlichen oder privaten Förderschule auf der Grundlage der Sonderpädagogik unterrichtet. Mittlerweile unterrichten auch immer mehr Sonderschullehrer in sogenannten integrativen oder inklusiven Klassen, dort sind sie vor allem für die Kinder mit einem festgestellten sonderpädagogischen Förderbedarf zuständig. Vereinzelt arbeiten Sonderschullehrer bzw. Förderschullehrer auch im außerschulischen Bereich auf Stellen von Diplom-Sonderpädagogen. Da in Deutschland das Bildungswesen in der Verantwortung der Länder liegt, werden in verschiedenen Bundesländern unterschiedliche Bezeichnungen gebraucht.

## Ausbildung (in Deutschland)
Die Ausbildung des Sonderschullehrers umfasst in Deutschland zwei Ausbildungsphasen: Grundlage bildet ein Studium für Lehramt an Sonder- bzw. Förderschulen an einer Universität oder Pädagogischen Hochschule (nur in Baden-Württemberg). Es umfasst allgemeine Erziehungswissenschaften sowie sonderpädagogische und fachdidaktische Inhalte und schließt mit dem ersten Staatsexamen ab. Die sonderpädagogischen Inhalte werden in zwei Fachrichtungen (in Bayern ist nur eine Fachrichtung vorgeschrieben) belegt, die den Förderschultypen entsprechen. Zur Wahl stehen folgende sonderpädagogische Förderschwerpunkte:
- Lernbehindertenpädagogik, Pädagogik bei Lernbeeinträchtigungen
- Blindenpädagogik und Sehbehindertenpädagogik
- Gehörlosenpädagogik und Schwerhörigenpädagogik (Hörgeschädigtenpädagogik, Gebärdensprachpädagogik)
- Sprachheilpädagogik
- Körperbehindertenpädagogik
- Geistigbehindertenpädagogik
- Pädagogik bei Verhaltensstörungen (bei emotionalen und sozialen Störungen), Verhaltensgestörtenpädagogik

Die Regelstudienzeit umfasst neun, in Baden-Württemberg zehn Semester; das darauf folgende Referendariat dauert abhängig vom Bundesland eineinhalb oder zwei Jahre und wird an einer oder zwei Förderschulen oder auch in einer integrativen oder inklusiven Schule absolviert. Es endet mit dem zweiten Staatsexamen.

## Berufsbild
Zu den wichtigen Aufgaben des Sonderschullehrers gehören z. B. die Vorbereitung und Durchführung des Unterrichts, die Erstellung von sonderpädagogischen Gutachten und die Teilnahme an Konferenzen sowie die Förderplanung. Die tatsächlichen Aufgaben unterscheiden sich stark nach dem Förderschultyp und der konkreten Schule, an der der Sonderschullehrer arbeitet. Während er an einer Schule für Kinder mit einer Lern- oder Sprachbehinderung oft allein eine Klasse unterrichtet, wird an Schulen für Kinder mit einer körperlichen oder geistigen Behinderung oft ein großes Lehrerteam gebildet, das eine Klasse betreut. 
Mittlerweile hat die Veränderung der aktuellen didaktischen Konzepte im Sonderschulbereich von einer speziell an der Schädigung ausgerichteten Pädagogik hin zu einer lern- und entwicklungspsychologischen Sicht auch die Veränderung des Berufsbildes mit sich gebracht. So werden Sonderschullehrer auch an ambulanten Förderzentren und im gemeinsamen Unterricht eingesetzt.